# Federico Poggio
Federico Poggio (Voghera, 24 de abril de 1998) es un deportista italiano que compite en natación. Ganó una medalla de plata en el Campeonato Europeo de Natación de 2022, en la prueba de 100 m braza.

## Palmarés internacional
| Campeonato Europeo | Campeonato Europeo | Campeonato Europeo | Campeonato Europeo |
| Año                | Lugar              | Medalla            | Prueba             |
| ------------------ | ------------------ | ------------------ | ------------------ |
| 2022               | Roma (Italia)      | Medalla de plata   | 100 m braza        |